# Seegefecht in der Putziger Wiek
Das Seegefecht in der Putziger Wiek fand im Zuge des Deutsch-Französischen Krieges am 23. August 1870 zwischen der norddeutschen Korvette Nymphe und Einheiten des französischen Ostseegeschwaders (Escadre de la mer Baltique) in der Putziger Wiek vor Danzig statt.

## Die strategischen Rahmenbedingungen in der Ostsee

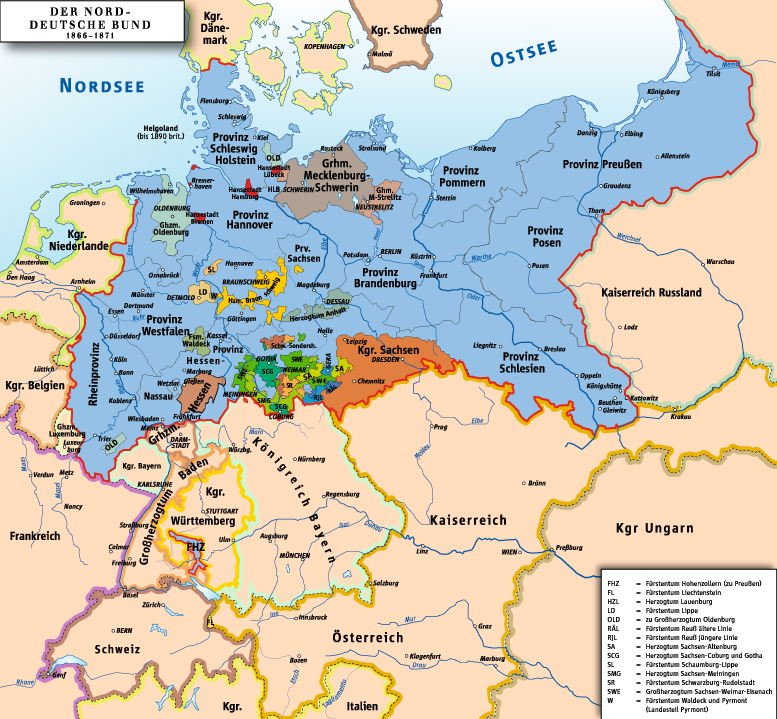
Norddeutscher Bund

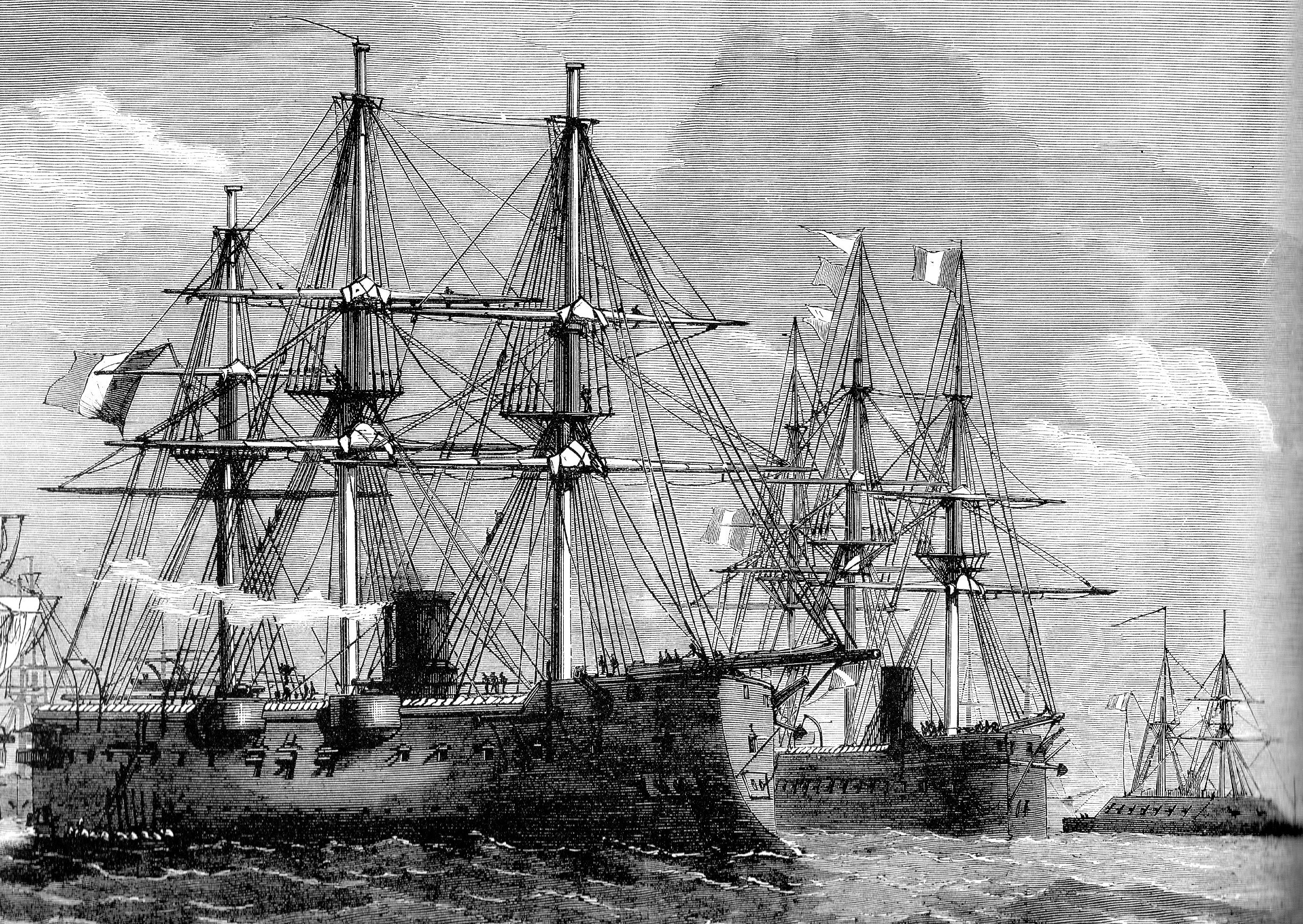
Das französische Ostseegeschwader mit (von links) den Panzerfregatten Océan und Surveillante sowie dem Widderschiff Rochambeau

Seit Mitte August 1870 kreuzte das französische Ostseegeschwader (Escadre de la mer Baltique) unter Vizeadmiral Louis Edouard Bouet-Willaumez mit dem Flaggschiff Surveillante vor den nordostdeutschen Küsten, um durch eine Seeblockade die Häfen von Kiel bis Memel vom Außenseehandel abzuschneiden. Allerdings bestand das Geschwader hauptsächlich aus Panzerschiffen, die für diese Aufgabe aufgrund ihres großen Tiefgangs und ihrer Schwerfälligkeit wenig geeignet waren. Ihre Operationsfähigkeit war zudem aufgrund Kohlenmangels stark eingeschränkt. Die Geschwaderführung hielt Danzig und Kolberg für die einzig angreifbaren Häfen, da sie aufgrund  ihrer Küstennähe in Schussweite der Panzer lagen.
Während ein Teil des Geschwaders versuchte, Häfen in der westlichen Ostsee zu blockieren, beabsichtigte Bouët, mit seinem Flaggschiff und weiteren Einheiten die Danziger Bucht zu erkunden. Die Anwesenheit der französischen Einheiten wurde durch das Danziger Schiff Präsident v. Blumenthal am Mittag des 21. August 1870 bekannt, als es in den Hafen von Neufahrwasser einlief. Die Präsident hatte am Vortag drei Panzerschiffe und einen Aviso Rixhöft passieren sehen, ohne von diesen trotz bestehender Blockade-Erklärung angehalten worden zu sein. Am Morgen des 22. August traf die Nachricht von der Anwesenheit der französischen Schiffe auch per Telegraf von Rixhöft und Hela in der Danziger Kommandantur ein.

## Das Gefecht
Um 14.00 Uhr wurden vor Hela drei Panzerschiffe und ein Aviso gesichtet, die gegen 18.00 Uhr in der Putziger Bucht in Dwarslinie ankerten. Daraufhin beschloss der Kommandant der in Neufahrwasser stationierten Korvette Nymphe, Korvettenkapitän Johannes Weickhmann, eine „Recocnoscirungsfahrt“. Bei den Panzerschiffen handelte es sich definitiv um die Surveillante und die Thétis. Bei dem dritten, in der Literatur nicht namentlich erwähnten Panzerschiff handelte es sich möglicherweise um die Panzerfregatte Océan, da Weickhmann ein größeres Panzerschiff mit Vollschifftakelung erwähnt. Nach französischer Darstellung waren die französischen Einheiten in voller Gefechtsbereitschaft. Zur Sicherung gegen einen Torpedoangriff wurden die ankernden Schiffe ständig von einer Dampfschaluppe umkreist.
Die Nymphe ging nach Beseitigung der Hafensperren um 23.30 Uhr unter Dampf in See und verließ um 0.00 Uhr Neufahrwasser. Seit dem Vorjahr 1869 verfügte die Korvette über 17 Ringkanonen vom Kaliber 12,0 cm, die die 1864 montierten 16 gezogenen 12-Pfünder ersetzt hatten. Um 1.15 Uhr des 23. August kamen die französischen Schiffe in Sicht, da der Mond inzwischen aufgegangen war. Aus einer Entfernung von circa 1,1 Seemeilen gab Weickhmann von Backbord eine „concentrirte Breitseite“ auf das erste Schiff in der Dwarslinie ab, woraufhin auf allen französischen Einheiten sofort Licht gemacht wurde. Die Nymphe wendete und Weickhmann gab eine Steuerbordbreitseite ab, die umgehend mit „etwa“ vier Schuss von verschiedenen französischen Einheiten beantwortet wurde. Nachdem sich der Gefechtsdunst verzogen hatte, wurde auf der Nymphe bemerkt, dass die Franzosen Kohlen aufschütteten, obwohl nach der ersten Breitseite erst fünf bis sechs Minuten vergangen waren. Daraus schloss Weickhmann, was sich auch mit der französischen Darstellung deckt, dass die Franzosen vollständig gefechtsbereit waren. Daraufhin dampfte er mit voller Kraft nach Neufahrwasser zurück.
Nach Weickhmann wurde die Nymphe durch das große Panzerschiff verfolgt (siehe oben), nach französischer Darstellung handelte es sich allerdings um die Thétis. Der Verfolger gab auf die Korvette noch „etwa“ sechs Schuss ab, die beiden anderen Panzerschiffe „etwa“ vier, die auch die Verfolgung aufnahmen. Offenbar brachen die Franzosen die Verfolgung jedoch kurz darauf ab und um 3.00 Uhr lief die Korvette wieder in Neufahrwasser ein. Nach französischer Darstellung hatte die wachhaltende Dampfschaluppe noch Gewehrfeuer auf die Nymphe eröffnet, die von französischer Seite für ein Kanonenboot gehalten worden war.
Soweit bekannt, gab es auf beiden Seiten weder Personen- noch Sachschäden.  Allerdings berichtete die Illustrirte Zeitung in ihrer Ausgabe vom 22. Oktober 1870 – also rund zwei Monate nach dem Gefecht –, dass die Nymphe durch eine „wohlgezielte Granate“ auf einem der feindlichen Schiffe 18 Mann getötet hätte, die in Kopenhagen beigesetzt worden wären. Diese Darstellung wurde rund 100 Jahre später von Kreker übernommen.
Weickhmann übernahm im Oktober 1870 das Kommando über die Korvette Augusta und erhielt aufgrund seiner Kreuzerkriegsführung als einer der wenigen norddeutschen Marineoffiziere des Krieges das Eiserne Kreuz 2. Klasse. Eigentümlicherweise ist sein (gedruckter) Gefechtsbericht auf den 22. August datiert, obwohl aus der eigenen Darstellung hervorgeht, dass sich die Kampfhandlungen am Morgen des 23. August ereigneten.